# Fildu de Sus, Sălaj
Fildu de Sus este un sat în comuna Fildu de Jos din județul Sălaj, Transilvania, România.

## Lăcașuri de cult
- Biserica de lemn "Pogorârea Sfântului Spirit" (din sec. XVIII), de plan dreptunghiular, cu absidă decroșată [3], cu pridvor pe toată latura sudică și cu un impozant turn-clopotniță cu foișor și coif prelung, se numără printre cele mai desăvârșite realizări ale arhitecturii de lemn românești. Decor din crestături. Picturi murale populare din sec.XIX.

## Vezi și

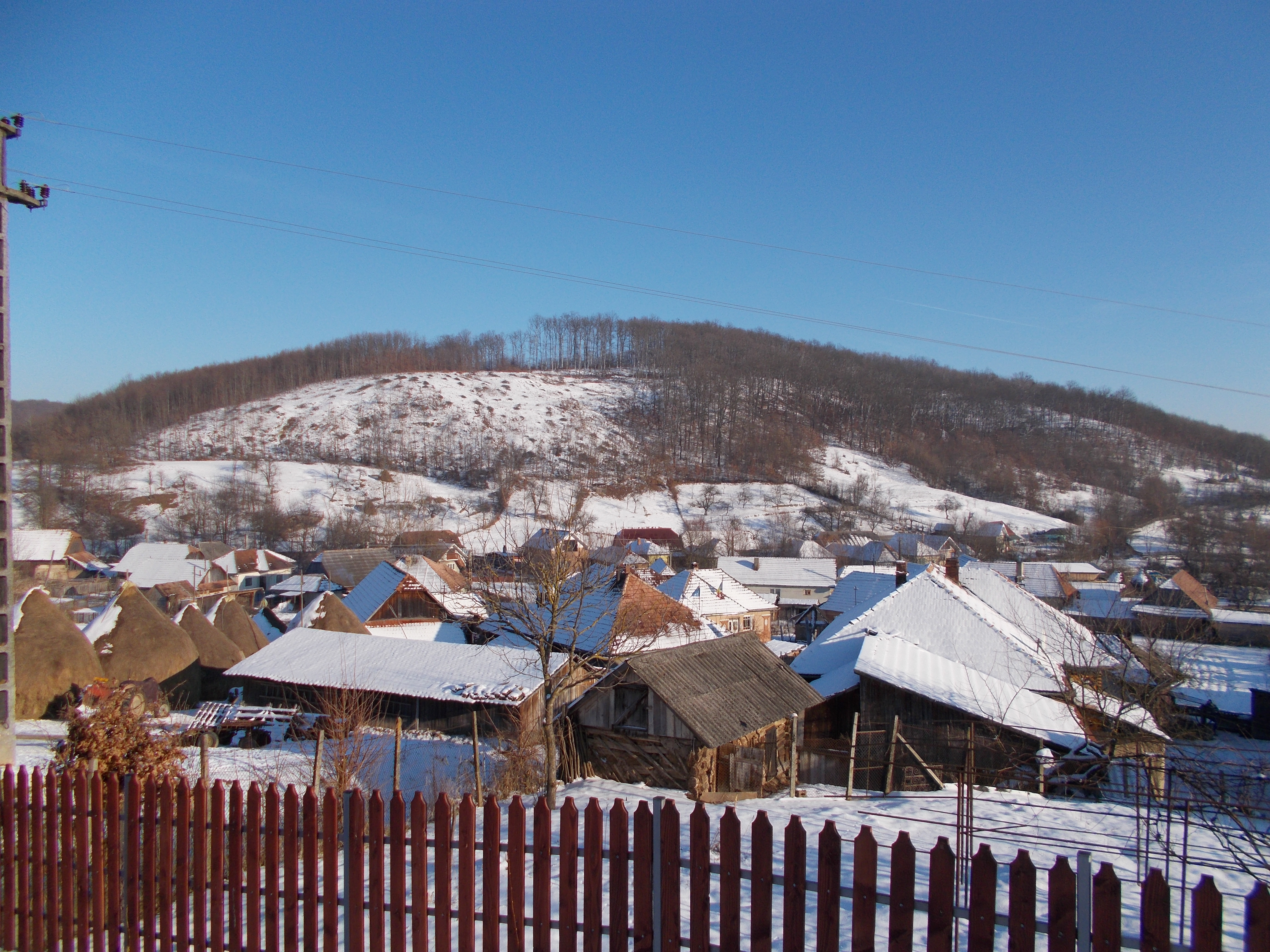
Fildu de Sus (imagine de iarnă)